# Nsukka
Nsukka är en stad i delstaten Enugu i sydöstra Nigeria. Den hade vid 2006 års folkräkning 309 633 invånare, och de flesta tillhör igbofolket. I Nsukka ligger University of Nigeria, som grundades 1955 av Nnamdi Azikiwe, som senare blev Nigerias första president.
Författaren Chimamanda Ngozi Adichie växte upp i Nsukka och gick på University of Nigeria, och staden förekommer i flera av hennes verk.